# Jan-Paul Buijs
Jan-Paul Buijs (De Bilt, 8 juli 1984) is een acteur, theatermaker, zanger en scenarioschrijver.

## Biografie
Hij komt vanuit een onderwijzersgezin, zijn ouders zagen hem liefst niet in het artistieke circuit. Na zijn middelbare school aan het Christelijk Gymnasium in Utrecht (met deelname aan schooltoneel) volgde Buijs echter de Vooropleiding Theater Utrecht. Daarna studeerde hij aan de Amsterdamse Toneelschool&Kleinkunstacademie, waar hij in 2007 zijn diploma haalde.
Sinds zijn afstuderen werkt hij als acteur bij verschillende toneelgezelschappen (o.a. Toneelschuur Producties, het Nationale Toneel, Orkater, Theater het Amsterdamse Bos) in samenwerking met regisseurs als Paul Knieriem, Michiel de Regt, Gerardjan Rijnders, Franz Marijnen, Lidwien Roothaan en Frances Sanders. Daarnaast is Jan-Paul sinds 2008 als theatermaker verbonden aan het makerscollectief Circus Treurdier, waarmee hij vele muziektheaterproducties schreef en speelde. Ook maakte hij met deze groep de gelauwerde VPRO-serie TreurTeeVee, waarin hij verschillende personages speelt.
Als film/tv-acteur was hij ook te zien in Billy, het regiedebuut van Theo Maassen en de telefilm Hiernamaals (regie en scenario Willem Bosch). In de film Spider-Man: Far From Home (2019) had hij een klein rolletje heeft als Nederlandse hooligan. Ook in 2019 heeft hij een rolletje in de film Wat is dan liefde?. In 2021 te zien zijn in de televisieserie Swanenburg, waarin hij een van de hoofdrollen speelt.
Voor zijn acteerwerk in het tweede seizoen van TreurTeeVee werd Buijs genomineerd voor een Gouden Kalf in de categorie Beste Acteur Televisiedrama.
Naast acteur is Jan-Paul ook zanger. In die hoedanigheid trad hij op in verschillende concerten en muziektheatervoorstellingen, zoals de paradevoorstelling Hauser Orkater Tribuut (2010), de Judas Passion (2011) en de Nachtmissen van Circus Treurdier. In 2019 zong Jan-Paul in de concertreeks Op Maarten! – een hommage aan Maarten van Roozendaal.
In 2022 werd hij genomineerd voor een Louis d'Or.

## Theater
2006
- Dantons Dood (Büchner), regie Jules Terlingen, 06 Festival, Toneelgroep De Appel – Othello (Shakespeare), regie Johan Doesburg, Het Nationale Toneel/Annette Speelt – De Pelikaan (Strindberg), regie Olivier Provily, Het Zuidelijk Toneel
- India Song (Duras), regie Julie van den Berghe, Regieopleiding Amsterdam

2007
- Animal Farm (Orwell), regie Lidwien Roothaan, afstudeervoorstelling ATKA
- Circus de l’Amour, eigen voorstelling met Thomas Spijkerman, Circus Treurdier
- Knuper Knuper Kneischen, regie Paul Knieriem

2008
- As You Like It (Shakespeare), regie Gerardjan Rijnders, Het Nationale Toneel
- Zomergasten (Gorki), regie Frances Sanders, Theater het Amsterdamse Bos
- Thérèse Raquin (Zola/Wright), regie Franz Marijnen, Het Nationale Toneel
- Ben ik al geboren?, tekst en regie Gerardjan Rijnders, Toneelgroep De Appel

2009
- Leonce en Lena (Büchner), regie Paul Knieriem, Toneelschuur Producties
- Medisch Verdriet, regie Paul Knieriem, Circus Treurdier
- Het Eeuwige Nachtcafé, Circus Treurdier, Amsterdam Fringe Festival
- Andromache (Racine), regie Joost van Hezik, afstudeervoorstelling Regieopleiding – Koenijn = Koning, eindregie Joost van Hezik, Circus Treurdier

2010
- Pier Paolo Pasolini - PPP, regie Franz Marijnen, Het Nationale Toneel
- De Coupe, Ravenhill, regie Julie van den Berghe, afstudeervoorstelling Regieopl.
- Hauser Orkater Tribuut, regie Eva Bauknecht, Egon Kracht & The Troupe (parade) – Het Eeuwige Nachtcafé II, Circus Treurdier, Amsterdam Fringe Festival
- Waakhondje (Peer Wittenbols), regie Lidwien Roothaan, De Toneelmakerij

2011
- De Driestuiversopera (Bertolt Brecht), regie Franz Marijnen, Het Nationale Toneel
- Kunnen jullie mij thuisbrengen?, En Consorten, Festival Boulevard
- Bosconcert Mooi, Theater het Amsterdamse Bos
- Het Eeuwige Nachtcafé III, Circus Treurdier, Amsterdam Fringe Festival
- Am Ziel (T. Bernhard), regie Paul Knieriem, Toneelschuur Producties
- Circus Treurdier Nachtmis, Circus Treurdier
- Missing Link, regie Dick Hauser, Egon Kracht & The Troupe

2012
- Judas Passion, Egon Kracht & The Troupe
- Het Eeuwige Nachtcafe IV, Circus Treurdier
- Verhalen uit het Weense Woud, regie Frances Sanders, Theater Het A’damse Bos – Am Ziel (reprise), (T. Bernhard), regie Paul Knieriem, Toneelschuur Producties
- Kerst met Kaak, regie Joost van Hezik, Circus Treurdier

2013
- Motregenvariaties, (R. Alberdingk Thijm), regie Johan&Warre Simons, Bellevue Lunchtheater
- Het Eeuwige Nachtcafe V: Het Volk Het Land Uit!, regie Joost van Hezik, Circus Treurdier
- Berenice (Racine), regie Olivier Diepenhorst, afstudeervoorstelling Regieopl.
- Debby’s Droom, tekst en regie Theo Nijland (parade)
- Wreed en Teder (M. Crimp), regie Michiel de Regt, Toneelschuur Producties.
- Circus Treurdier Nachtmis, Circus Treurdier

2014
- Berenice (Racine), regie Olivier Diepenhorst, Toneelschuur Producties
- Koud Vuur (Peer Wittenbols), regie Paul Knieriem, Toneelmakerij
- Motregenvariaties (reprise), (R. Alberdingk Thijm), regie Johan&Warre Simons, Bellevue Lunchtheater
- Spektakel X, regie Joost van Hezik, Circus Treurdier.
- Bosconcert Mooi II, Theater het Amsterdamse Bos
- Phaedra (Hugo Claus), regie Thibaud Delpeut, De Utrechtse Spelen
- Kerst met Kaak XL, regie Joost van Hezik, Circus Treurdier

2015
- Suikerland, (P.Wittenbols), regie Lidwien Roothaan, Theaterproductiehuis Zeelandia
- De Zwarte Doos, eindregie Joost van Hezik, Circus Treurdier

2016
- Wachten op de Barbaren (Coetzee), regie Michiel de Regt, choreografie Ivan Perez, Toneelschuur Producties/ Korzo Producties
- Distel (R. de Graaf), regie Michiel de Regt, Orkater
- Circus Treurdier Nachtmis 2016, eindregie Joost van Hezik, Circus Treurdier

2017
- Night of The Problems, eindregie Suze Milius, Circus Treurdier
- Uit De Tijd Vallen (D. Grossman), regie Marlies Heuer, Zeeland Nazomer Festival
- De Huisbewaarder (H. Pinter), regie Paul Knieriem, Toneelschuur Producties

2018
- Uit De Tijd Vallen, (D. Grossman), reprise, Theaterproductiehuis Zeelandia.
- Kras (J.Herzberg), regie Paul Knieriem Toneelschuur Producties

2019
- Op Maarten! – ode aan Maarten van Roozendaal, regie Eva Bauknecht
- Noem het Maar Liefde (I.L.Pfeifer), regie Michel Sluysmans, Toneelgroep Maastricht
- Het Verhaal van Erica Speen (een remake), eindregie Suze Milius, Circus Treurdier

2021
- rol in televisieserie Swanenburg

2022
- BAAAAAA, eindregie Titus Tiel Groenestege, Circus Treurdier
- Wolfgang het wonderjong, regie Pieter Kramer, Theater Oostpool